# Bröder inför lagen
Bröder inför lagen (engelska: Brothers in Law) är en brittisk komedifilm från 1957 i regi av Roy Boulting.
Filmen bygger på Henry Cecil Leons roman med samma namn.

## Handling
En ung advokat kämpar för att nå framgång i det brittiska rättsväsendet.

## Rollista i urval
- Richard Attenborough - Henry Marshall
- Ian Carmichael - Roger Thursby
- Terry-Thomas - Alfred Green
- Jill Adams - Sally Smith
- Miles Malleson - Kendall Grimes
- Raymond Huntley - Tatlock
- Eric Barker - Alec Blair
- Nicholas Parsons - Charles Poole
- Kynaston Reeves - domare Lawson
- John Le Mesurier - domare Ryman
- Irene Handl - mrs Potter